# Humpy Bong
Humpy Bong foi uma banda britânica de rock fundada em 1970, formada por Colin Petersen (ex-integrante dos Bee Gees), Tim Staffell (ex-vocalista da Smile, banda que se tornou o Queen) e Jonathan Kelly. O projeto não deu certo e gerou apenas um single.